# Armée des États confédérés
L'Armée des États confédérés (en anglais : Confederate States Army) est formée en février 1861 afin de défendre les États confédérés d'Amérique qui voient le jour la même année lorsque les sept premiers États du Sud font sécession des États-Unis. Elle disparaît après sa défaite lors de la guerre de Sécession.

## Organisation

Étendard de la marine confédérée.

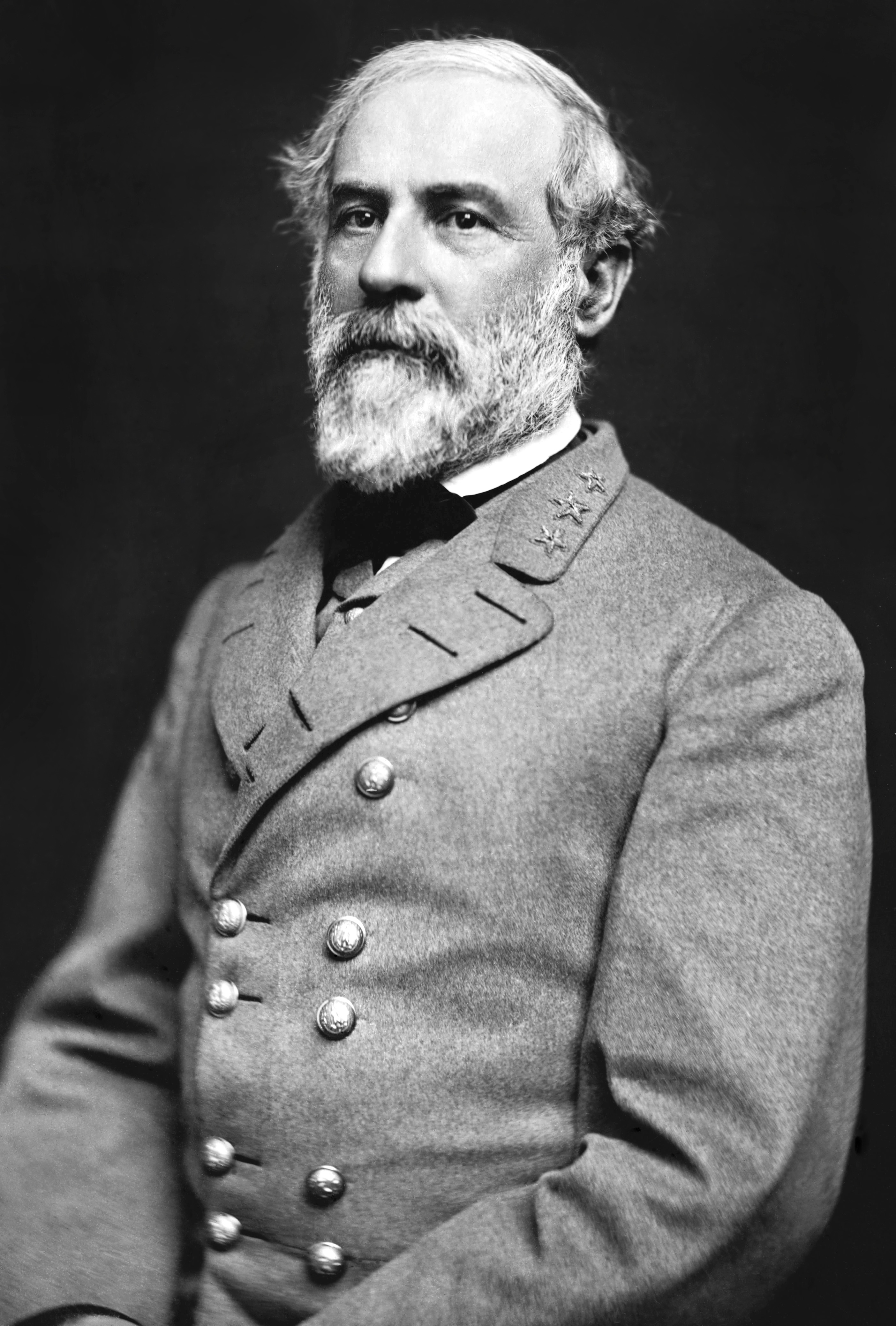
Le général Robert Edward Lee, le plus célèbre officier du Sud.

Le Département à la Guerre de la Confédération fut établi par le Congrès des États confédérés par une loi du 21 février 1861. Cette nouvelle armée comprenait trois composantes :
- L'Armée des États confédérés d'Amérique (ACSA, souvent abrégée CSA : Confederate States Army) était l'armée régulière, organisée par la loi du Congrès confédéré du 6 mars 1861. Elle pouvait rassembler 15 015 hommes, dont 744 officiers, mais ce niveau ne fut jamais atteint dans les faits. Les généraux comme Samuel Cooper et Robert Lee furent enrôlés dans l'ACSA pour y encadrer les officiers et militaires de rangs inférieurs.
- L'Armée de réserve de la Confédération (PACS) fut instaurée par la loi du Congrès confédéré du 28 février 1861, et commença à s'organiser le 27 avril. Dans les faits, les soldats réguliers, volontaires et conscrits préféraient entrer dans cette Armée de réserve car sous la pression de la guerre, nombre d'unités nouvelles étaient créées au sein de l'armée de réserve, beaucoup de sous-officiers et d'officiers pouvaient donc espérer un avancement plus rapide dans celle-ci plutôt que dans l'armée régulière. Si la guerre avait été gagnée, les Confédérés avaient l'intention de dissoudre l'armée de réserve pour ne garder que l'armée régulière.
- Les milices des États étaient organisées et sous le contrôle du gouvernement des États, c'était en fait la « garde nationale » de chacun des États confédérés. Elles reprenaient les clauses d'organisation et du commandement des milices d'États en s'inspirant fortement du United States Militaria Act de 1792.

Il n'y a pas de chiffres précis donnant une idée réelle des forces de l'Armée de la Confédération. On estime que 500 000 à 1 500 000 hommes furent sous les drapeaux durant toute la durée de la guerre pour l'ensemble de la Confederate States Army. Les premiers rapports du département de la Défense parurent fin 1861, indiquant un nombre de 326 768 engagés ; 449 439 en 1862 ; 464 646 en 1863 ; 400 787 en 1864 et selon le dernier rapport 358 692 hommes en 1865. On estime que la conscription et les enrôlements pour toute la durée de la guerre furent de 1 227 890 à 1 406 180 hommes dont quelques milliers d'Afro-Américains (majoritairement dans des rôles non-combattants ou comme domestiques, les propriétaires d'esclaves reçoivent en échange 30 dollars par mois du gouvernement confédéré), la décision d'armer ceux-ci se fit très tardivement au coup par coup.
Des appels sous les drapeaux eurent lieu :
- le 6 mars 1861 : 100 000 volontaires et miliciens ;
- le 23 janvier 1862 : 400 000 volontaires et miliciens ;
- le 16 avril 1862, la première conscription appelle les hommes blancs âgés de 18 à 35 ans pour la durée de la guerre ;
- le 27 septembre 1862, la deuxième conscription porte l'âge maximal de 35 à 45 ans, avec remplacement commençant le 15 juillet 1863 ;
- le 17 février 1864, la troisième conscription appelle désormais sous les drapeaux les hommes âgés de 17 à 50 ans.
- le 13 mars 1865, autorisation des troupes de combat afro-américaines, projet toutefois mis en œuvre seulement partiellement.

La principale armée confédérée, celle de Virginie du Nord, signa sa reddition aux forces de l'Union dans la ville d'Appomattox le 9 avril 1865. A cette nouvelle, les troupes sudistes restantes  capitulèrent l'une après l'autre dans les semaines qui suivirent.

### Infanterie
L'unité de base est le régiment, composé de 10 compagnies.

### Artillerie

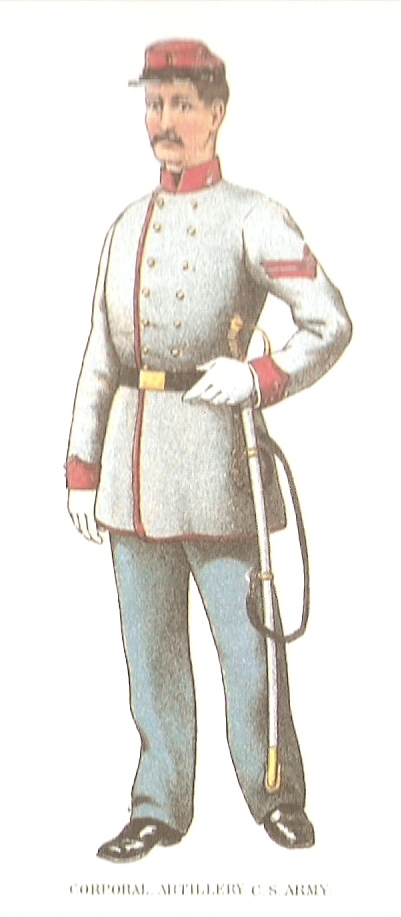
Artilleur sudiste (caporal).

#### Organisation
L'unité de base est la compagnie d'artillerie, appelée batterie. Une batterie regroupe généralement 4 canons.

#### Matériel
Les canons sont similaires à ceux mis en œuvre par les nordistes. Cependant, les canons rayés britanniques Blakely n'ont été utilisés que par les Sudistes, et encore en petit nombre.
Il y a deux types de pièces d'artillerie utilisées par l'armée sudiste. D'un côté, les pièces à âme lisse et, de l'autre, les pièces rayées.
Les pièces à âme lisse de l'artillerie de campagne sont, en général, des canons obusiers de 12 "Napoléons". C'est-à-dire des pièces imitées du modèle français de canon imaginé par le prince Louis-Napoléon Bonaparte. Ce sont des canons de 12 livres.
Les pièces rayées de la même artillerie de campagne sont des Parrott (du nom de leur inventeur), de 10 ou 20 livres, des Withworth de 20 livres ou des 3 pouces d'ordonnance (inventés par J. Griffen).

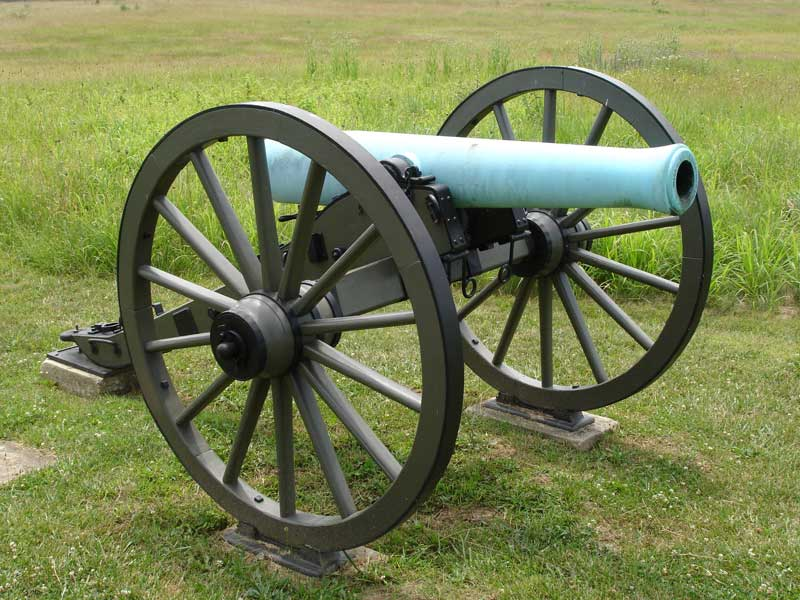
Le canon obusier de 12 livres "Napoleon".
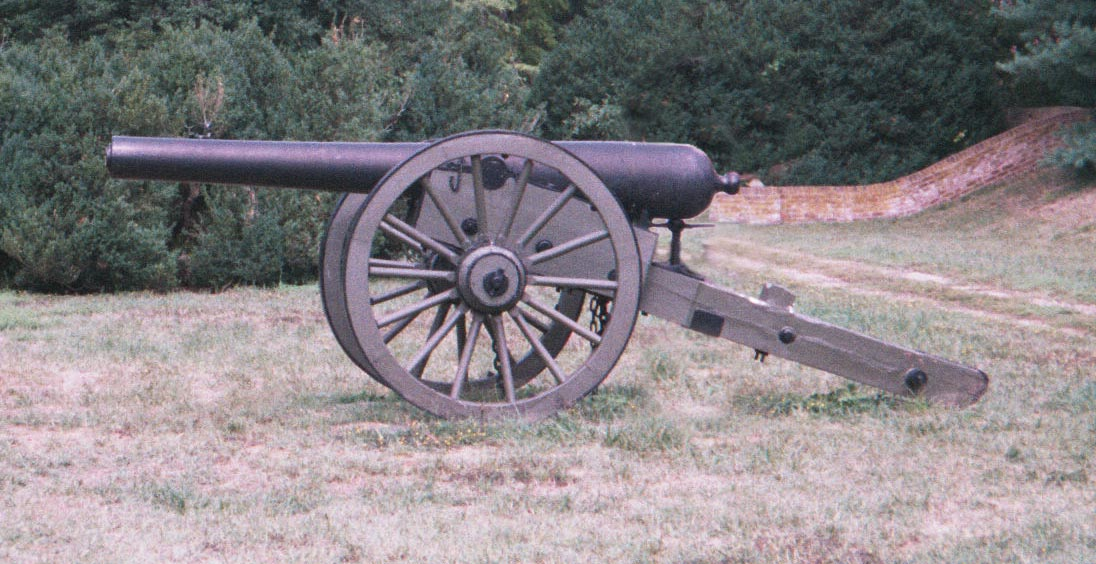
Canon rayé d’ordonnance de 4,5 pouces.
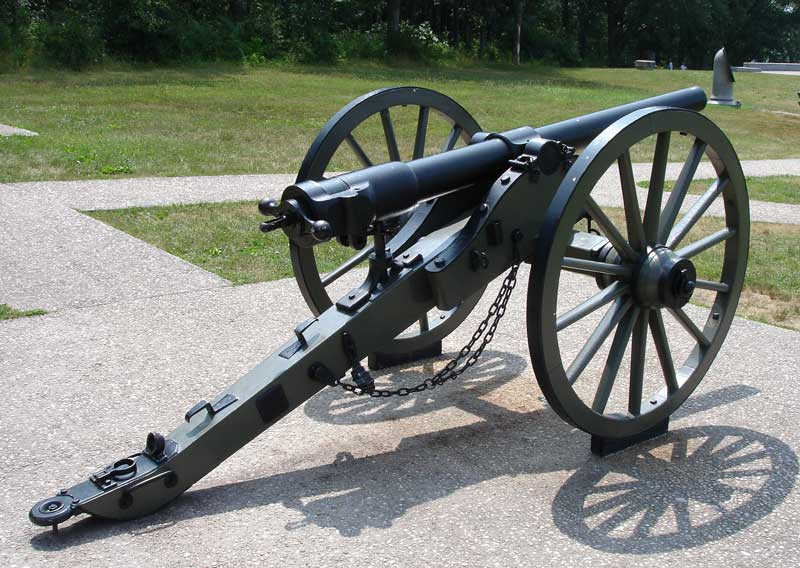
Canon Withworth.
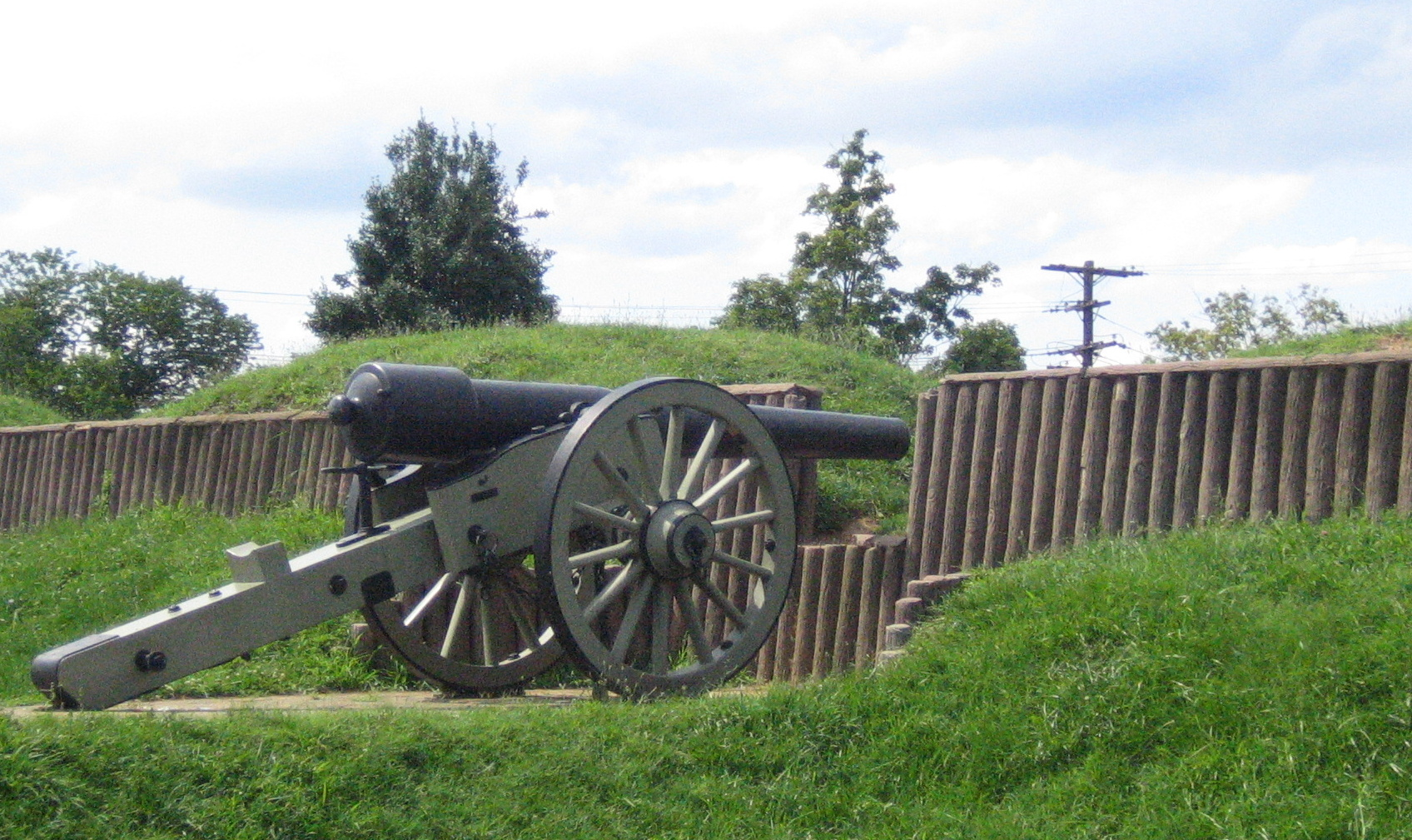
Canon Parrott.

#### Personnels
Une batterie comprend une centaine d'hommes. L'ordre général no 81 du 1er novembre 1862 prévoit qu'une batterie de 4 canons doit aligner 1 capitaine, 1 premier-lieutenant, 2 second-lieutenants, 1 sergent-major, un sergent fourrier (quartermaster sergeant), 4 sergents, 8 caporaux, 2 clairons (buglers), 1 porte-guidon, 2 artificiers et de 64 à 125 canonniers.

### Cavalerie
L'armée confédérée a cherché à lever de nombreux régiments de cavalerie, étant cependant limitée par le nombre de chevaux disponibles. Certaines unités de cavalerie serviront comme unités à pied.

### Services
- Service de Santé
- Transmissions
- Génie

## Difficultés
Lors de la formation de l'Armée confédérée, tous les corps de l'US Army et de la Navy se repartirent entre les deux camps. Il existait des Marines of the Confederation et une Navy of the Confederation. L'Armée des États confédérés étant à l'origine une armée de défense, de nombreux soldats n'apprécièrent donc pas quand Lee emmena l’armée de Virginie du Nord au Maryland, au cours de la campagne d'Antietam. Près de 50 000 hommes désertèrent alors, rappelant qu'ils s'étaient engagés pour défendre leur patrie, pas pour une guerre de conquête. Après les batailles de Gettysburg et Vicksburg, le nombre de déserteurs atteignit 100 000[réf. nécessaire].

## Grades
Les insignes de grades de l'armée sudiste sont très différents de ceux de l'United States Army. De plus, les quatre types d'officiers généraux ont été réduits à une distinctive unique.[pas clair]
Ainsi la liste des grades des officiers et hommes du rang de l'armée des États confédérés sont, par ordre décroissant, les suivants(p1) :
- Général
- Lieutenant général[note 5]
- Major général
- Brigadier général
- Colonel
- Major
- Capitaine
- Premier lieutenant
- Second lieutenant
- Cadet
- Sergent major
- Quartier-maître sergent de régiment (fourrier)
- Sergent d'ordonnance et steward d'hôpital
- Premier sergent
- Sergent
- Caporal

| Insignes de sous-officiers | Insignes de sous-officiers | Insignes de sous-officiers      | Insignes de sous-officiers | Insignes de sous-officiers | Insignes de sous-officiers | Insignes de sous-officiers | Insignes de sous-officiers | Insignes de sous-officiers | Insignes de sous-officiers | Insignes de sous-officiers |
| sergent-major              | sergent fourrier           | artillerie sergent d’ordonnance | premier sergent            |                            |                            |                            |                            |                            |                            |                            |
| sergent                    | caporal                    | musicien                        | Soldat (Private)           |                            |                            |                            |                            |                            |                            |                            |
|                            |                            | pas d'insigne                   | pas d'insigne              |                            |                            |                            |                            |                            |                            |                            |
| -------------------------- | -------------------------- | ------------------------------- | -------------------------- | -------------------------- | -------------------------- | -------------------------- | -------------------------- | -------------------------- | -------------------------- | -------------------------- |

Insignes d'officiers :

2nd Lieutenant of Cavalry (CSA)
1st Lieutenant of Artillery (CSA)
Captain of the Marine Corps (CSA)
Major of Medical Corps' or volontary' (CSA)
Lieutenant-Colonel of Head Quarter (CSA)
Colonel of Infantery (CSA)
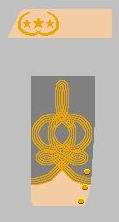
General (CSA)

## Les principales armées sudistes
- Armée confédérée du Tennessee (Army of Tennessee).
- Armée de Virginie du Nord (Army of Northern Virginia).
- Armée du Mississippi (Army of Mississippi).
- Armée de la Kanawha (Army of the Kanawha)
- Armée du Kentucky (Army of Kentucky) et Armée du Kentucky central (Army of Central Kentucky)
- Armée du Missouri (Army of Missouri)
- Armée du Trans-Mississippi  (Army of the Trans-Mississippi)
- Armée du Nouveau-Mexique (Army of New Mexico)
- Armée du Nord-Ouest (Army of the Northwest)
- Armée de la Péninsule (Army of the Peninsula)
- Armée Confédérée du Potomac (Confederate Army of the Potomac)